# Национальная библиотека Испании
Национальная библиотека Испании (исп. Biblioteca Nacional de España) — главная публичная библиотека, крупнейшая в Испании. Находится в Мадриде на бульваре Пасео-де-Реколетос. Изначально библиотека была создана с двумя целями — для распространения знаний и для размещения в ней частных собраний.

## История
Испанская национальная библиотека основана в 1712 году королём Филиппом V как Королевская библиотека, однако официальный указ появился лишь 2 января 1716 года. Библиотека была призвана обеспечить публичный доступ к знаниям и объединить некоторые библиотеки испанских аристократов. Все типографии были обязаны передавать один экземпляр каждой публикации в Королевскую библиотеку.
В 1761 году старший библиотекарь Хуан де Сантандер по поручению короля Карла III переписал устав библиотеки. В то же время при библиотеке была основана королевская типография, которая также была подчинена заведующему библиотеки.
В 1836 году библиотека была переименована в национальную. Отныне она подчинялась не королю, а правительству. В то же время Национальной библиотеке были переданы книги, конфискованные в монастырях.
В 1896 году завершено новое здание библиотеки на бульваре Реколетос, где расположились музей и архив.
В 1936—1939 годах, во время Гражданской войны, фонды библиотеки выросли на 500 000 единиц за счёт множества конфискованных томов.
С 1986 года в составе библиотеки появилось несколько специальных отделов: архив газет, Испанский библиографический институт и Архивный центр документальных фильмов.
С 1991 года с целью расширения библиотеки был основан филиал в Алькале-де-Энаресе.

## Библиотека сегодня
Национальная библиотека является высшим библиотечным учреждением Испании и центральным звеном испанской библиотечной системы.
Её основными задачами являются выявление, сохранение и распространение информации об историческом наследии Испании. В соответствии со своим уставом, принятым королевским указом 1581/1991 (RD 1581/1991) от 31 октября 1991 года, её основные функции заключаются в следующем:
- Каталогизация и сохранение библиографических архивов, сформированных на любом языке Испании или любом другом языке, для целей научных исследований, культуры и информации.
- Содействие проведению научных исследований на основе изучения и воспроизведения её библиографического архива.

- Распространение информации о библиографических произведениях Испании на основе полученных заявок.

Коллекция библиотеки состоит из более чем 26 миллионов экземпляров, включая 15 000 000 книг и других печатных материалов, 30 000 рукописей, 143 000 газет и периодических изданий, 4 500 000 графических материалов, 510 000 музыкальных партитур, 500 000 карт, 600 000 звукозаписей, 90 000 медиаматериалов, 90 000 электронных документов и т. д.
Нынешний директор библиотеки госпожа Ана Сантос Арамбуро была назначена на эту должность в 2013 году.